# Кім Чон Джу
Кім Чон Джу (кор. 김정주 нар. 11 листопада 1981, Чінджу, провінція Південна Кьонсан, Південна Корея) — південнокорейський боксер, бронзовий призер Олімпіади 2004 і 2008, чемпіон Азійських ігор (2002).

## Аматорська кар'єра
На Азійських іграх 2002 переміг трьох суперників і став чемпіоном.
На чемпіонаті світу 2003 програв у другому бою Бахтіяру Артаєву (Казахстан).

### Виступ на Олімпіаді 2004
(кат. до 69 кг)
- У другому раунді змагань переміг Віталія Грушака (Молдова) — 23-20
- У чвертьфіналі переміг Хуан Каміло Новоа (Колумбія) — 25-23
- У півфіналі програв Лоренсо Арагон (Куба) — 10-38

### Виступ на Олімпіаді 2008
(кат. до 69 кг)
- У першому раунді змагань переміг Джека Кулкая (Німеччина) — 11(+) -11
- У другому раунді змагань переміг Джона Джексона (Віргінські острови) — 10-0
- У чвертьфіналі переміг Деметріуса Ендреда (США) — 11-9
- У півфіналі програв Бакиту Сарсекбаєву (Казахстан) — 6-10